# 中国驻阿曼大使列表
本列表为中華人民共和國驻阿曼历任大使名录（附中華民國駐阿曼歷任代表）。

## 历任中国驻阿曼大使

### 中华人民共和国驻阿曼大使（1978年至今）
1978年5月25日，中华人民共和国与阿曼苏丹国建交后，开始派遣驻阿曼大使。
| 姓名   | 任命           | 任命           | 到任           | 递交国书       | 免职           | 免职           | 离任          | 外交衔级 | 外交职务     | 备注     |
| 姓名   | 全国人大常委会 | 主席           | 到任           | 递交国书       | 全国人大常委会 | 主席           | 离任          | 外交衔级 | 外交职务     | 备注     |
| ------ | -------------- | -------------- | -------------- | -------------- | -------------- | -------------- | ------------- | -------- | ------------ | -------- |
| 戴晓丰 | 不適用         | 不適用         | 1978年12月     |                | 不適用         | 不適用         | 1979年4月     |          | 临时代办     | 筹备开馆 |
| 袁鲁林 | 1979年2月23日  | 不適用         | 1979年4月21日  | 1979年4月28日  | 1984年7月7日   | 1985年5月7日   | 1985年2月23日 | 大使     | 特命全权大使 |          |
| 管子怀 | 1984年7月7日   | 1985年5月7日   | 1985年3月      | 1985年4月21日  | 1987年3月19日  | 1987年7月16日  | 1987年6月     | 大使     | 特命全权大使 |          |
| 臧士雄 | 1987年3月19日  | 1987年7月16日  | 1987年9月      | 1987年11月5日  | 1992年7月1日   | 1992年10月22日 | 1992年10月    | 大使     | 特命全权大使 |          |
| 张志祥 | 1992年7月1日   | 1992年10月22日 | 1992年10月     | 1992年11月15日 | 1996年8月29日  | 1996年12月18日 | 1996年11月    | 大使     | 特命全权大使 |          |
| 王小庄 | 1996年8月29日  | 1996年12月18日 | 1996年12月     | 1996年12月30日 | 2000年4月29日  | 2000年7月26日  | 2000年7月     | 大使     | 特命全权大使 |          |
| 赵学昌 | 2000年4月29日  | 2000年7月26日  | 2000年7月      | 2000年11月6日  |                | 2003年4月1日   | 2003年2月     | 大使     | 特命全权大使 |          |
| 邓绍勤 |                | 2003年4月1日   | 2003年4月3日   | 2003年5月4日   | 2006年4月29日  | 2006年11月16日 | 2006年10月    | 大使     | 特命全权大使 |          |
| 潘伟芳 | 2006年4月29日  | 2006年11月16日 | 2006年11月     |                | 2010年10月28日 | 2011年1月12日  | 2010年11月    | 大使     | 特命全权大使 |          |
| 吴久洪 | 2010年10月28日 | 2011年1月12日  | 2010年12月     | 2011年3月2日   | 2014年6月27日  | 2014年11月19日 | 2014年10月    | 大使     | 特命全权大使 |          |
| 于福龙 | 2014年6月27日  | 2014年11月19日 | 2014年10月26日 | 2015年11月10日 | 2018年8月31日  | 2019年1月4日   | 2018年10月    | 大使     | 特命全权大使 |          |
| 李凌冰 | 2018年8月31日  | 2019年1月4日   | 2018年12月7日  | 2020年3月11日  |                | 2025年1月9日   | 2024年4月     | 大使     | 特命全权大使 |          |
| 吕健   |                | 2025年1月9日   | 2024年12月30日 | 2025年6月18日  | 现任           |                |               | 大使     | 特命全权大使 |          |

## 外部連結
- 中华人民共和国驻阿曼苏丹国大使馆（简体中文）（英文）（阿拉伯文）